# Piwonia Delavaya
Piwonia Delavaya (Paeonia delavayi Franch.) – gatunek roślin z rodziny piwoniowatych. Występuje w Chinach: w zachodnim Syczuanie, Tybecie i północnym Junnanie.

## Morfologia
PokrójKrzew dorastający do wysokości 1,8 m, szerokości nawet 3 m. Młode pędy różowawe; z czasem drewnieją, przybierając barwę brązową.
LiścieZłożone, odcinki całobrzegie o zielonej lub lekko sinawej barwie. Opadające na zimę.
KwiatyCiemnoczerwone, mniejsze niż u innych piwonii drzewiastych. Pręciki żółte lub brązowe.
OwoceMieszki – stulone u dołu, a rozchylone u góry, jak u wszystkich piwonii. Młode są koloru zielonego. Dojrzałe mają kolor brązowy, pękając rozsypują nasiona.

## Biologia i ekologia
Występuje w widnych, górskich, sosnowo-dębowych lasach Chin na wysokości ok. 2000 – 3600 m. Pojedyncze jej okazy rosną w arboretum w Rogowie. Ma podobne wymagania do piwonii drzewiastej.
Roślina trująca : wszystkie jej części są trujące, tak jak u innych piwonii, gdyż zawiera glikozydy.

## Zmienność
Jest niezbyt zmienna. Wyróżniane są następujące odmiany:
- białą (Paeonia delavayi Franch. var. alba Bean,  Trees & Shtubs Brit. Isles 3: 265 . 1933) o białych kwiatach,
- ciemnopurpurową (Paeonia delavayi Franch. var. atropurpurea Schipczinsky,  Bot. Mater. Gerb. Glavn. Bot. Sada RSFSR; BPH 222. 08 . 1921) o kwiatach ciemnych,
- wąskolistną (Paeonia delavayi Franch. var. angustiloba (Rehder & Wilson) Shen,  Pl. Wilson. 1 (3):318 – 319 . 1913) o liściach bardziej miękkich i wąskich,

## Zastosowanie
Jest bardzo rzadko uprawiana, najczęściej w ogrodach botanicznych. Strefy mrozoodporności 6-9.

## Choroby
Jest dobrze na nie odporna, jednakże w miejscach wilgotnych może zostać zaatakowana przez szarą pleśń.